# Röhrenempfänger

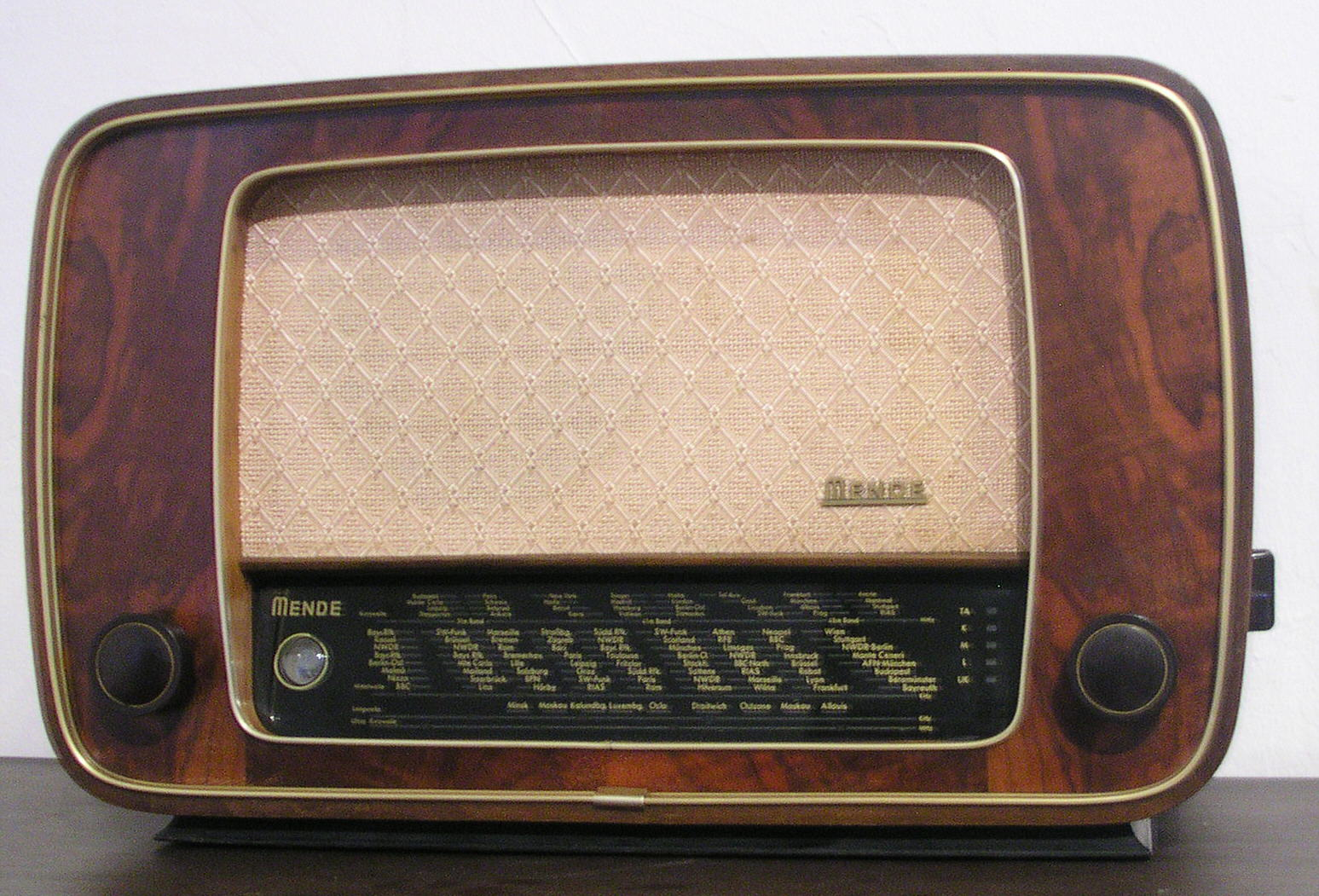
Röhrenempfänger Nordmende Bremen, Baujahr са.1952

Ein Röhrenempfänger ist ein Rundfunkempfangsgerät, das in seiner elektronischen Schaltung überwiegend Elektronenröhren als aktive Bauelemente zur Signalverarbeitung verwendet. Röhrenempfänger wurden von Ende der 1950er bis Ende der 1960er Jahre praktisch vollständig durch Transistorradios abgelöst.

## Geschichte
Die ersten deutschen Rundfunk-Röhrenempfänger wurden 1924 in Berlin auf der 1. Großen Deutschen Funkausstellung vorgestellt und lösten bis Ende der 1920er Jahre die Detektorempfänger ab, die nur Kopfhörerempfang zuließen. Die Anzahl der im Empfänger eingesetzten Elektronenröhren war ein wichtiges Qualitätskriterium, da sie einen Hinweis auf den getriebenen Schaltungsaufwand gab – besonders hochwertige Geräte erhielten später als optische Abstimmhilfe eine als „Magisches Auge“ bezeichnete spezielle Anzeigeröhre. Ein bekannter Röhrenempfänger aus der Anfangszeit des Hörfunks ist der 1933 vorgestellte Volksempfänger.
Röhrenempfänger wurden bis in die 1960er Jahre hinein gebaut, bevor die Transistoren die Röhren verdrängten – mit ihnen begann ab Ende der 1950er Jahre die Ära der mobilen Transistorradios (auch Kofferradio genannt), die an Miniaturisierung, Strom- und Gewichtsersparnis alle Konstruktionen mit den bis dahin üblichen batteriebetriebenen Miniaturröhren übertrafen.
Die Anzahl der Röhren war – wie später die Anzahl der Transistoren – ein Maß für die Empfangsqualität des Geräts. So konfiszierte kurz nach dem Zweiten Weltkrieg die Sowjetische Militäradministration in Deutschland (SMAD) in ihrer Zone alle Rundfunkempfänger mit mehr als drei Röhren. Nur bestimmte Politiker und Beamte durften solche Geräte behalten, um spezielle Nachrichtensendungen aus dem nicht sowjetisch kontrollierten Gebiet zu empfangen. Allen anderen blieb mit drei oder weniger Röhren nur der Empfang des von der Besatzungsmacht zensierten Deutschlandsenders und Berliner Rundfunks.
In der Übergangszeit zur Halbleitertechnik waren Rundfunkgeräte sowohl mit Elektronenröhren als auch mit Halbleiterbauelementen wie Spitzendioden und Transistoren bestückt. In diesen sogenannten Hybrid-Empfängern arbeiten im Hochfrequenzteil Röhren, in den Niederfrequenzstufen waren es Transistoren.
Röhrenradios haben im Gegensatz zu Transistorradios einige Nachteile:
Da die Röhren erst nach einer Aufwärmphase funktionieren, benötigen Röhrenradios nach dem Einschalten einige Sekunden Zeit, bis etwas zu hören ist. Die Radios sind groß, schwer und haben einen vergleichsweise hohen Stromverbrauch. Allerdings wirkte sich die Gehäusegröße in der Regel sehr positiv auf das Klangbild aus (Schallwandprinzip). Tragbare Röhrenempfänger können aufgrund des hohen Stromverbrauchs nur vergleichsweise kurze Zeit mit Batterien betrieben werden, dabei werden auch Batterien mit hohen Spannungen, sogenannte Anodenbatterien, eingesetzt. Die ab den 1930er Jahren gebauten mobilen Röhrenempfänger, eingesetzt unter anderem in den ersten Autoradios, waren durch die aufwändige Erzeugung der notwendigen hohen Anodenspannungen mittels Zerhacker oder Einankerumformer relativ schwer. Zudem war die Lebensdauer der Elektronenröhren, besonders jener in den hoch belasteten Lautsprecher-Endstufen, vergleichsweise kurz. Sammlern von Röhrenradios bereitet heute die Beschaffung von bestimmten Ersatzteilen Probleme, z. B. ist das Magische Auge vom Typ EM34 nur noch schwer zu bekommen.

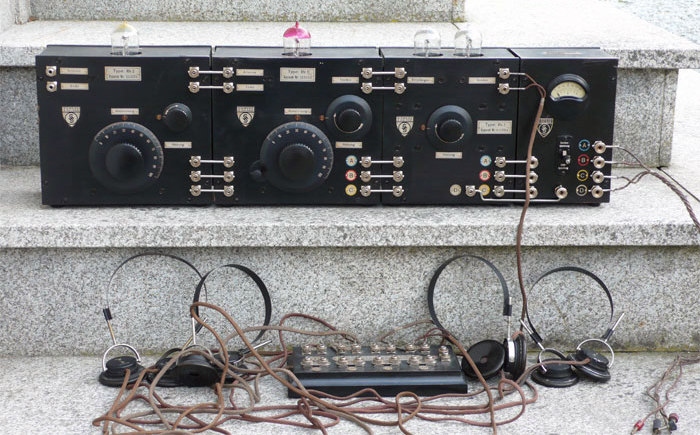
Hörfunkempfänger D-Zug von Siemens & Halske, 1924
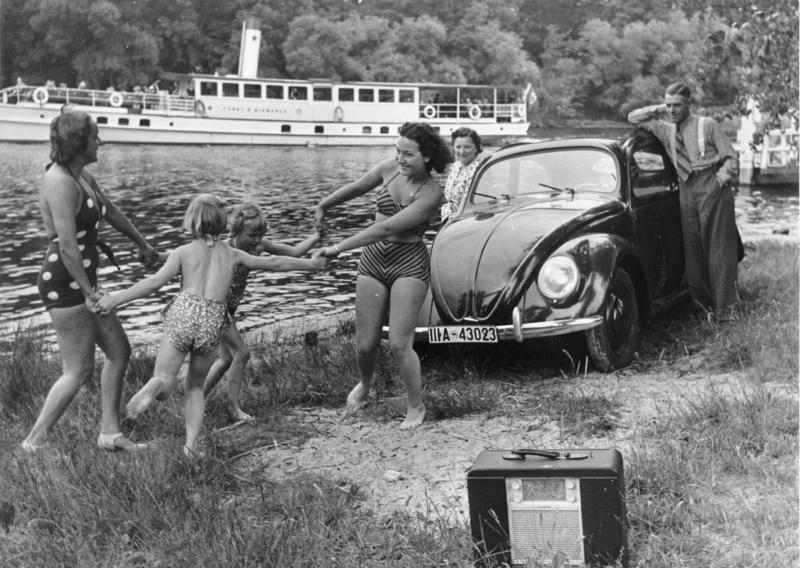
„Erholung am Flussufer“: Familie mit KdF-Wagen und tragbarem Röhrenempfänger (um 1940)
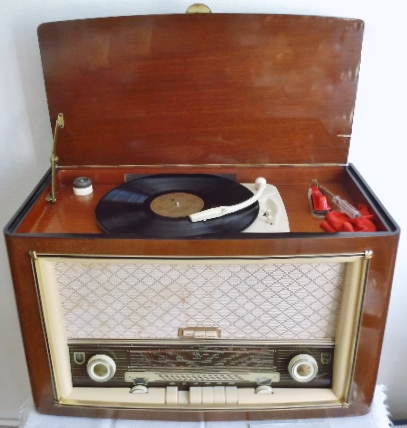
Philips Jupiter Phono-Super 465 mit Plattenspieler Typ HD 465 A (1957)
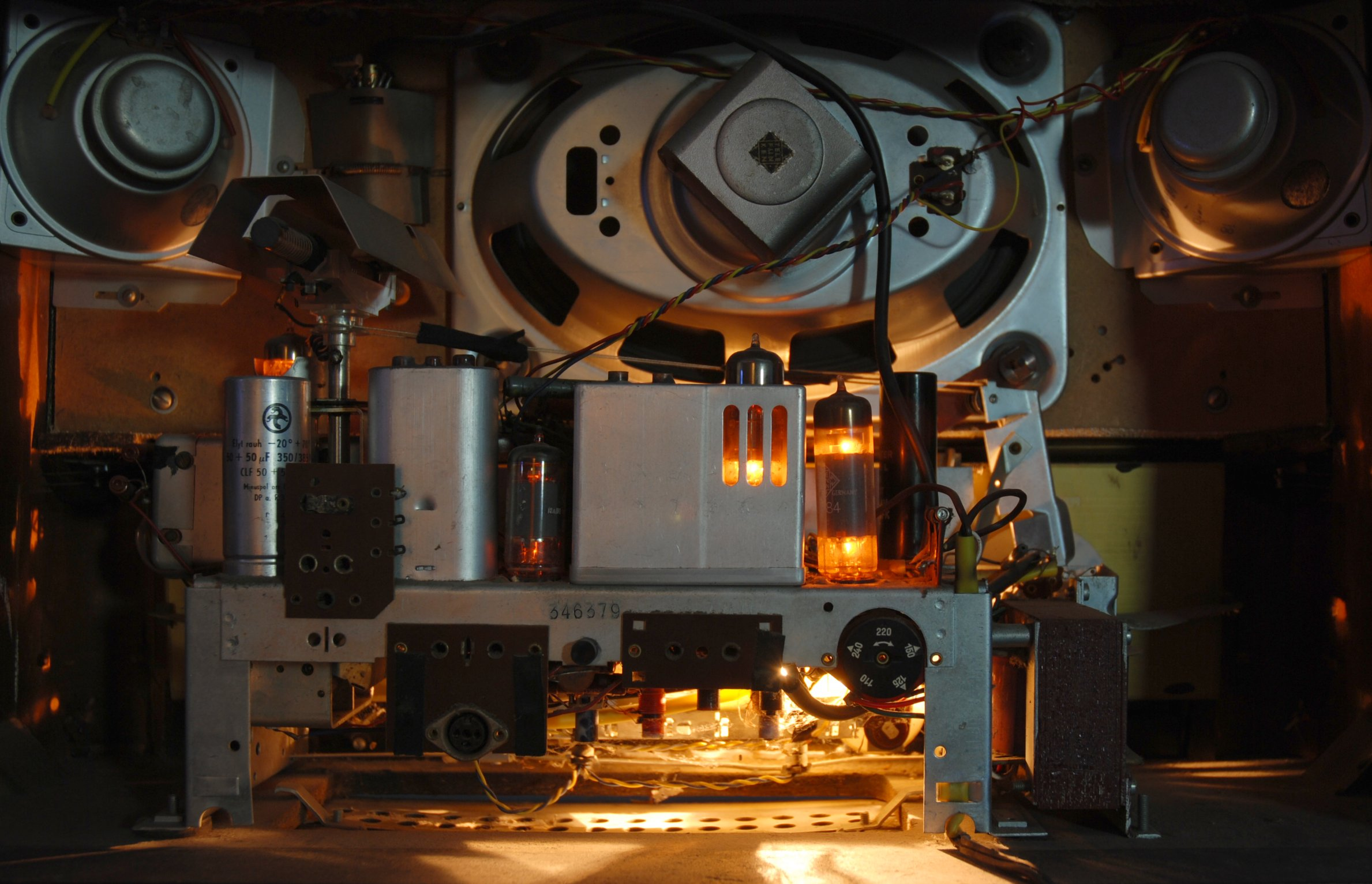
Inneres eines Telefunken-Röhrenempfängers
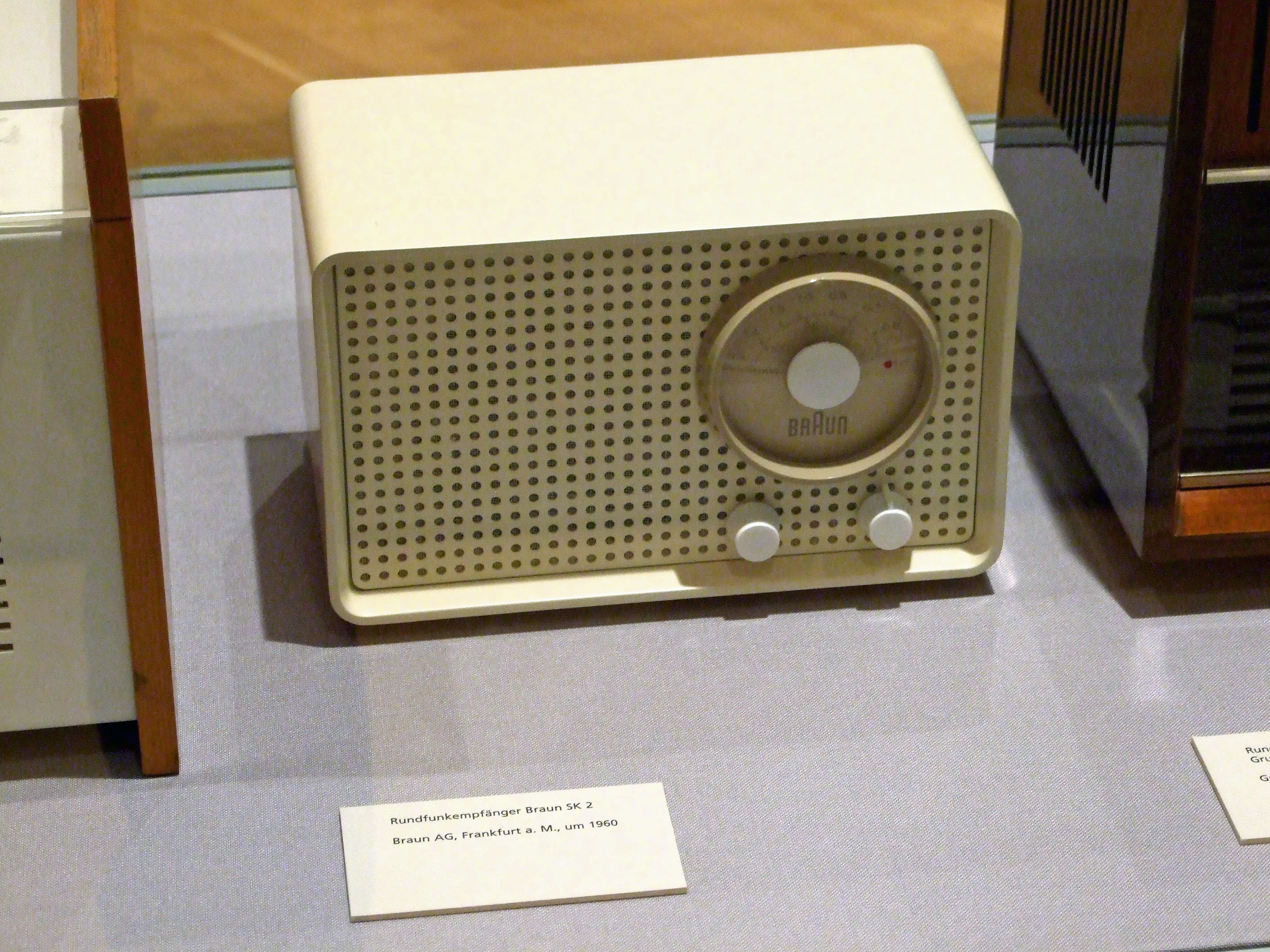
Kleinsuper Braun SK 2 (1955) im Museum für Kommunikation Frankfurt
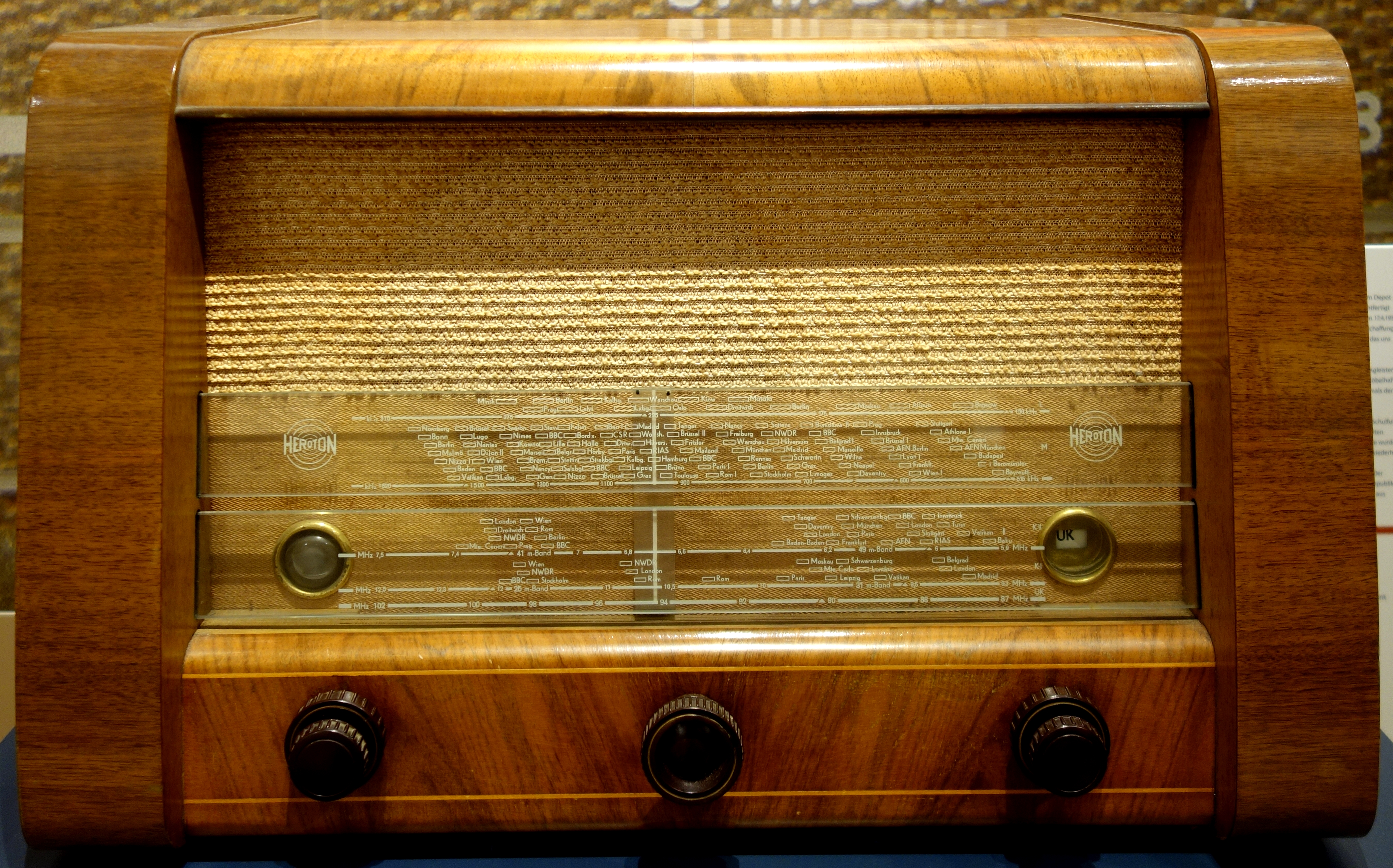
Heroton Röhrenradio 983W (um 1950)